# Кузнецов, Юрий Владимирович (футболист)
Юрий Владимирович Кузнецов (род. 2 августа 1958, Новотроицк, Оренбургская область, РСФСР, СССР) — советский и российский футболист, нападающий. В Высшей лиге России сыграл 8 матчей, забил 3 гола.

## Биография
Начал игровую карьеру в набережночелнинской «Турбине», за которую выступал более 10 лет. В 1988 году сыграл 5 матчей за казанский «Рубин», но в ходе сезона вернулся в Набережные Челны, став играть за местную команду «Торпедо», в дальнейшем переименованную в «КАМАЗ». В 1991 году забил 28 голов в чемпионате (вторая лига СССР), установив клубный рекорд результативности за сезон.
В 1992 году с «КАМАЗом» Кузнецов выиграл зональный турнир первой лиги России. На следующий сезон сыграл 8 матчей в высшей лиге и летом 1993 года перешёл в нижнекамский «Нефтехимик», позднее снова выступал за «Рубин».
В середине сезона 1995 года Юрий Кузнецов вернулся в «КАМАЗ», но играл только за дублирующий состав. В 1999 году, когда «КАМАЗ» играл уже во втором дивизионе, Кузнецов, будучи в 40-летнем возрасте, сыграл один матч за основу. По окончании карьеры работает в ФК «КАМАЗ» администратором.